# Tabák (produkt)

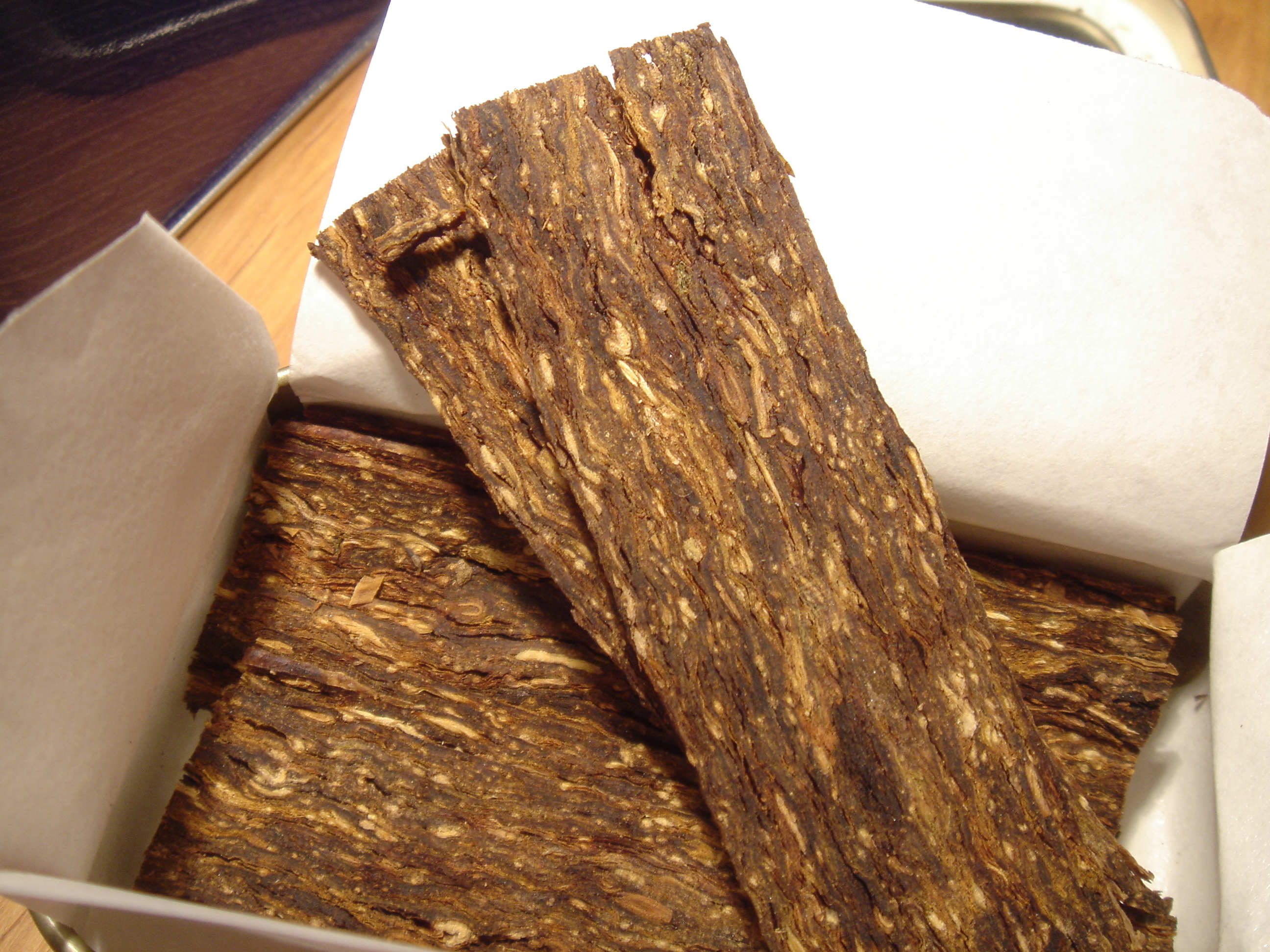
Usušené tabákové listy

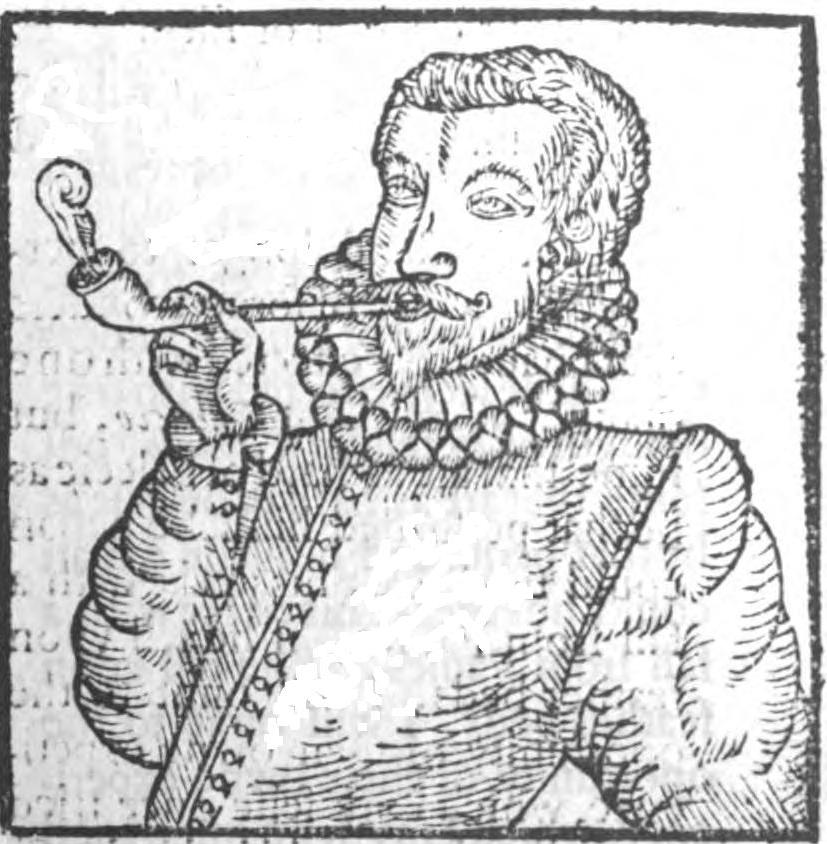
Nejstarší vyobrazení kouřícího Evropana z knihy Tobacco od Anthonyho Chutea z roku 1595

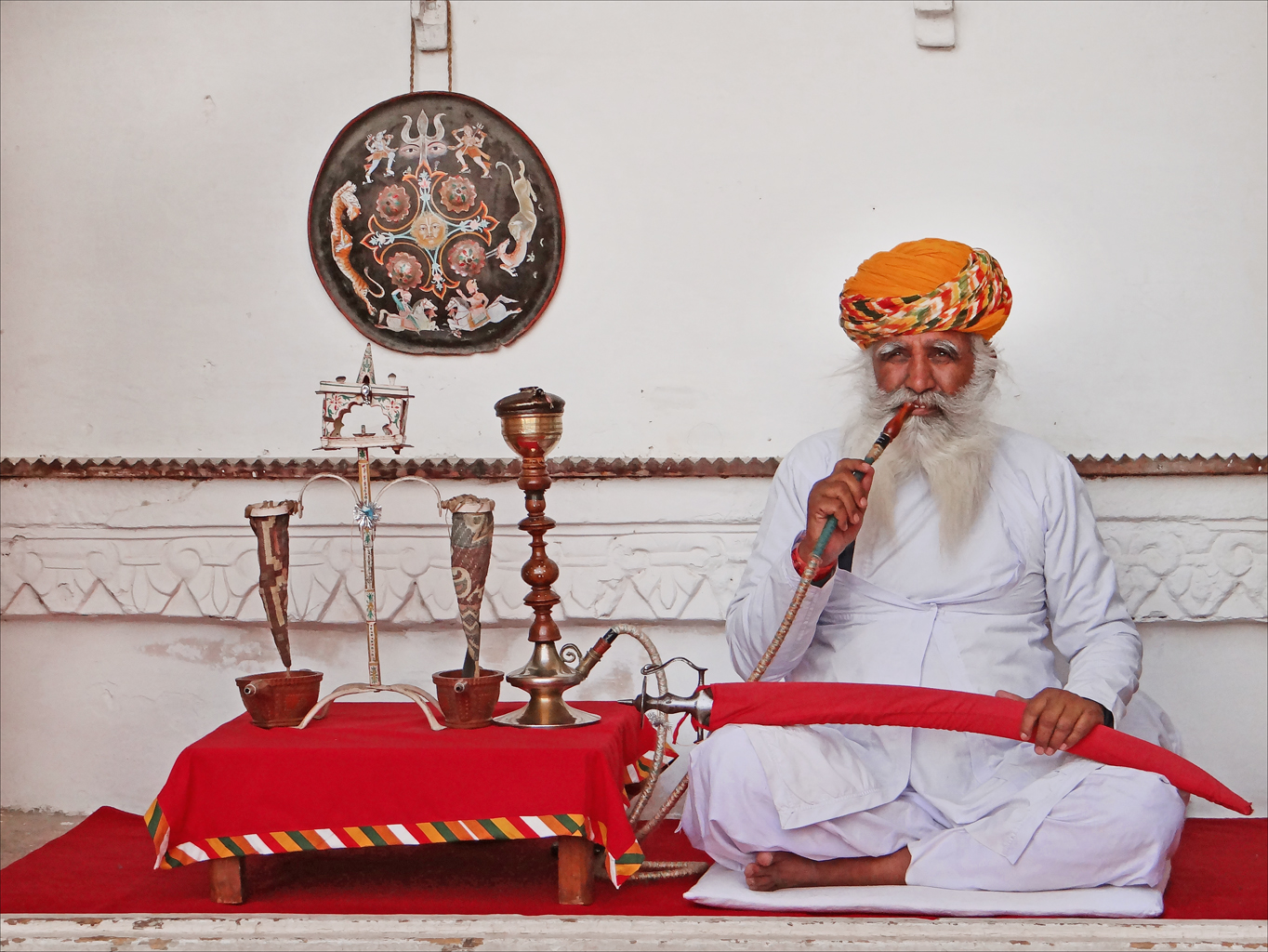
Užívání tabáku vodní dýmkou v Indii

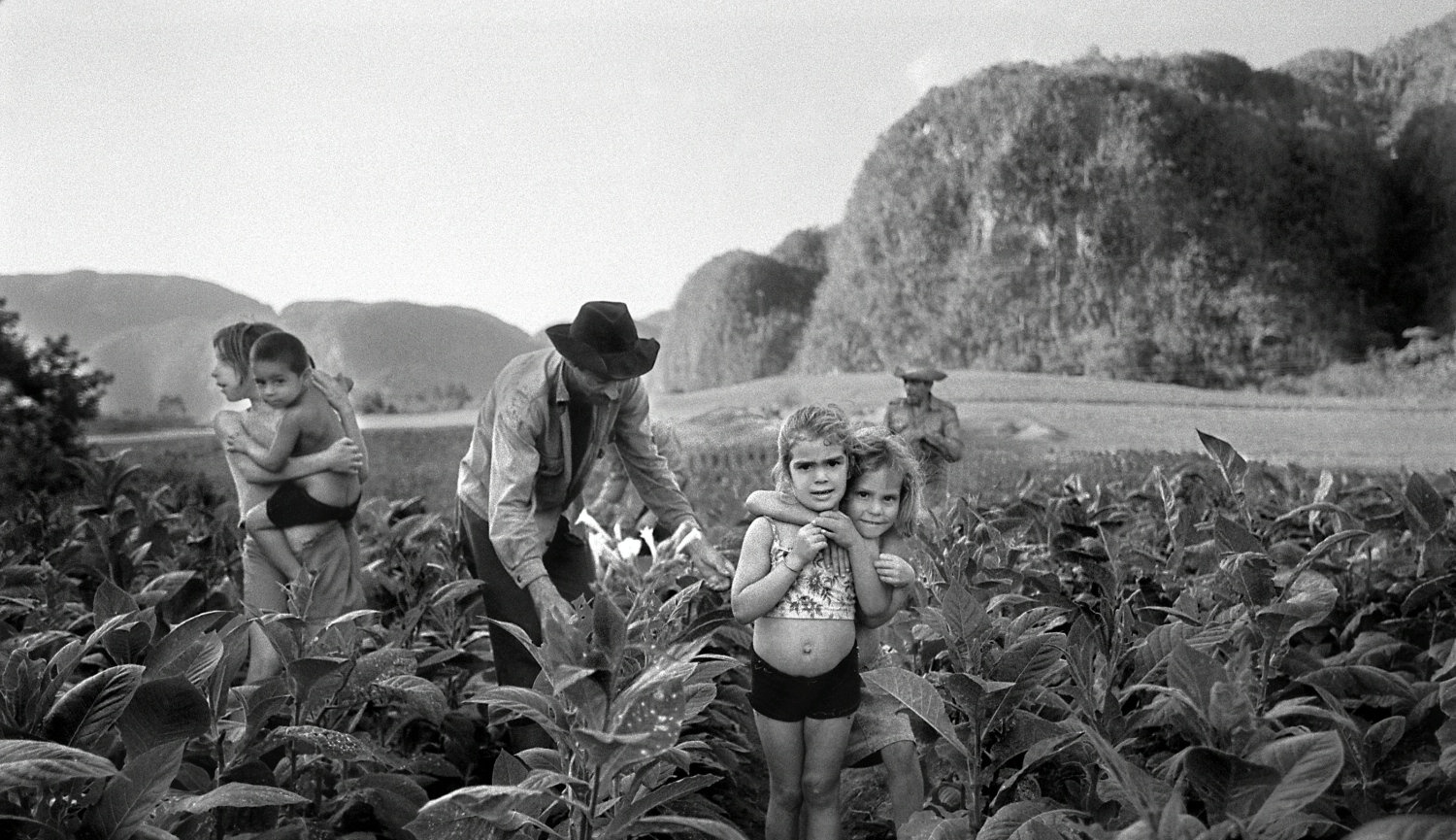
Tabákové plantáže na Kubě

Tabák je obecný termín pro jakýkoli produkt vyrobený ze sušených listů rostlin z rodu nicotiana. Zpracovávají se přitom hlavně listy tabáku virginského, méně často tabáku selského. Sušené tabákové listy se používají hlavně ke kouření v cigaretách a doutnících, méně obvykle v dýmkách a vodních dýmkách. Mohou být také konzumovány jako šňupací tabák či žvýkací tabák. Lze připravovat i výluh (švédský snus). Okrajovým způsobem konzumace je vkládání mezi zuby a rty (bez žvýkání). Tabák obsahuje vysoce návykový stimulační alkaloid nikotin a také harmalové alkaloidy. Užívání tabáku je příčinou nebo rizikovým faktorem mnoha smrtelných onemocnění, včetně rakoviny, zejména těch druhů, které postihují srdce, játra a plíce. V roce 2008 označila Světová zdravotnická organizace užívání tabáku za jednu z největších příčin úmrtí, kterým lze předcházet. Český pojem tabák je odvozen ze španělského slova tabaco. Přesný původ tohoto slova je sporný, patrně bylo odvozeno z taínštiny, kde podobné slovo znamenalo buď svitek tabákových listů (podle Bartolomé de las Casase), nebo druh dýmky ve tvaru písmene L používané ke vdechování tabákového kouře, přičemž samotné listy byly nazývány cohiba.

## Dějiny
V Americe se tabák používal již ve starověku, nejstarší známé pěstírny se nacházejí v Mexiku a jsou datovány 1400–1000 před naším letopočtem. Funkce užívání u indiánů byla společenská, léčebná i rituální. Do Evropy dovezl semena tabákových rostlin dvorní lékař španělského krále Filipa II. Francisco Hernández de Toledo. Stalo se tak v roce 1559. Byla vysazena na předměstí Toleda, v oblasti známé kvůli cvrlikání cikád jako „Los Cigarrales“ (odtud slovo „cigareta“ i „cigar“, jež je v mnoha jazycích označením pro doutník). Zprvu se k inhalaci užívala hlavně dýmka, přičemž tato konzumace byla spjata s nadějemi Evropanů na léčebný účinek. Kupříkladu astronom Thomas Harriot, která navštívil Nový svět roku 1585, napsal, že rostlina „otevírá všechny póry a průchody těla“, takže těla domorodců „jsou pozoruhodně zachována ve zdraví a neznají mnoho těžkých nemocí, kterými jsme v Anglii často postiženi“. Tyto naděje rychle pominuly, ale obliba tabáku neustále stoupala, a to až do konce 20. století.
Již v 16. století se objevil první zákaz kouření, vydal ho na veřejných místech papež Urban VII. Kolem roku 1700 již byla produkce tabáku masivním průmyslovým odvětvím. Přestože velká část zisků šla do Anglie, anglický král Jakub I. Stuart byl velkým nepřítelem kouření a sepsal první protikuřácký spis historie: A Counterblaste to Tobacco. Kouření nezakázal, ale tabák silně zdanil.
Kouření doutníků se stalo ve Spojených státech populární na konci 18. století, v Evropě v 19. století. Na konci 19. století se staly populárními cigarety. James Bonsack vynalezl roku 1880 stroj na automatizaci výroby cigaret. Toto zvýšení produkce umožnilo obrovský růst tabákového průmyslu.
Stát Minnesota v roce 1975 vydal zákaz kouření na veřejných místech, přesto byly cigarety až do 80. let 20. století v USA vnímány jako národní symbol. 90. léta však znamenala zlom a po několika spektakulárních soudních procesech, v nichž byla soudně potvrzena zdravotní škodlivost kouření, začala být vůči tabáku uplatňována restriktivní opatření i v USA (omezení reklamy a marketingu, varování konzumentům na produktech i v místě prodeje apod.). Důsledkem bylo snížení světové produkce tabáku. Ta byla rekordní roku 1992, kdy bylo vyrobeno 7,5 milionu tun listů. Poté začalo docházet k poklesu až na 5,9 milionu tun v roce 2020. Pokles však není tak rychlý, jak by odpovídalo poměrně rychlému ústupu tabákových výrobků v rozvinutých zemích, neboť tabákový průmysl si našel nová odbytiště, a to zejména v Číně. Číňané vzali pokles v západních zemích jako příležitost a již v roce 1997 pocházelo 47 % světové produkce tabáku právě z Číny. V roce 2010 již měla Čína největší počet kuřáků na světě - 320 milionů. K roku 2020 byly největšími producenty tabáku Čína (36,3 %), Indie (12,9 %), Brazílie (11,9 %) a Zimbabwe (3,5 %).
Pro miliony čínských farmářů se tabák stal hlavní plodinou, přesto pro ně není pěstování tabáku tak výnosné jako pěstování bavlny nebo cukrové třtiny, protože výkupní cenu určuje čínská vláda a tato cena je nižší než přirozená tržní cena. Na druhou stranu je cena garantována a řada farmářů tak volí "sázku na jistotu". Státní regulace ceny není v Číně až tolik obvyklá, ale v případě tabáku je zdůvodněná státním cigaretovým monopolem. Dovoz cigaret je do Číny zakázaný a všechny vykouřené tabákové výrobky v Číně jsou vyrobeny doma. Státní správa tabákového monopolu tak vytváří již 12 % čínského národního důchodu. Tato organizace je největším světovým výrobcem cigaret na světě. V západním světě jsou to společnosti Altria Group, British American Tobacco, Japan Tobacco a Imperial Brands.